# شهرك ميثم (آبجدان)
شهرك ميثم (بالفارسية: شهرک میثم) هي منطقة سكنية تقع في إيران في قسم آبجدان الريفي. يقدر عدد سكانها بـ 339 نسمة بحسب إحصاء 2016.